# Nová Ves, Brno-venkov
Nová Ves là một làng thuộc huyện Brno-venkov, vùng Jihomoravský, Cộng hòa Séc.